# Antti Autti
Antti-Matias Antero Autti (Rovaniemi, 15 maart 1985) is een Finse snowboarder die gespecialiseerd
is in big air en halfpipe. Hij veroverde bij de wereldkampioenschappen in 2005 goud op beide onderdelen.
Autti is ook de enige niet-Amerikaan die die bij de Winter X Games de wedstrijd in de superpipe won.

## Belangrijkste resultaten

### Wereldkampioenschappen junioren
| Jaar | Plaats       | Resultaten    |
| ---- | ------------ | ------------- |
| 2002 | Rovaniemi    | 11de halfpipe |
| 2003 | Prato Nevoso | 7de halfpipe  |

### Wereldkampioenschappen
| Jaar | Plaats      | Resultaten             |
| ---- | ----------- | ---------------------- |
| 2003 | Kreischberg | 4de halfpipe · big air |
| 2005 | Whistler    | halfpipe · big air     |
| 2007 | Arosa       | 5de halfpipe · big air |

### Olympische Winterspelen
| Jaar | Plaats | Resultaten   |
| ---- | ------ | ------------ |
| 2006 | Turijn | 5de halfpipe |